# Anaprof 1994-95
La ANAPROF 1994-95 fue la séptima temporada del torneo de la Asociación Nacional Pro Fútbol, donde se coronó campeón el San Francisco Fútbol Club.

## Cambios del ANAPROF 1994-95
- El Tauro Fútbol Club no inició la temporada por motivos económicos, pero más adelante en el torneo, compró la franquicia del Concordia FC.
- El Torneo vuelve a tener 8 participantes.

## Equipos participantes de la ANAPROF 1994-95
| Equipo                  |
| ----------------------- |
| AFC Euro Kickers        |
| Bravos de Urracá        |
| CD Pan de Azúcar        |
| Deportivo M y M         |
| CD Plaza Amador         |
| Panamá Viejo FC         |
| San Francisco FC        |
| Concordia FC (Tauro FC) |

## Estadísticas generales
- Campeón: San Francisco FC.
- Subcampeón: Tauro FC.
- Campeón Goleador:  José Ardines / AFC Euro Kickers, 20 goles.
- Jugador Más Valioso:   Oberto Lynch/ San Francisco FC.

| ANAPROF 1994-95:             |
| ---------------------------- |
| San Francisco FC 1.er Título |